# Falcó berber
El falcó berber (Falco pelegrinoides; syn: Falco pelegrinus pelegrinoides) és una espècie d'ocell rapinyaire de la família dels falcònids (Falconidae). Habita estepes i deserts el nord d'Àfrica i parts de l'Àsia occidental i Central.

## Repartició
L'espècie habita el nord d'Àfrica i Àsia Occidental, des de la costa atlàntica del Magreb i l'Arxipèlag Canari, cap a l'est través d'Àfrica Septentrional i fins a la Península de Sinaí i nord de Somàlia, Aràbia, Pròxim Orient i Iraq. A l'est està repartida fins al sud de Rússia, Afganistan i Pakistan, arribant fins a l'oest de la Xina.
A les Illes Canàries, el falcó berber rep el nom de falcó taragote (castellà: halcón taragote).

### Subespècies
Té dues subespècies. L'una és Falco pelegrinoides pelegrinoides, que habita la regió de l'ovest de l'Iran fins a l'oceà Atlántic. L'altra —Falco pelegrinoides babylonicus— està repartida de l'est de l'Iran fins a la Mongòlia.